# Quibiocteto
O quibiocteto, ou quibibyte (símbolo KiB, contração de kilo binary octet, ou KiB) é uma medida de armazenamento eletrônico de informação, estabelecida em 2000 pela Comissão Eletrotécnica Internacional (IEC) como:
'1 kibiocteto = 1 024 octetos
Visa substituir o "quilobyte" em ciências da computação, que se refere a 1 024 octetos, e que entra em conflito com a definição do prefixo "quilo" do Sistema Internacional.

## História
Os computadores utilizam como unidade básica de medida dos dados o bit, tanto para guardar dados como para endereçá-los dinamicamente. Dessa forma, cada posição de memória pode ser indicada por um número que é, no máximo, uma potência de dois exata menos um (veja sistema binário) e, no mínimo zero, sendo que quantidade total de endereços é uma potência de dois.
Devido à necessidade de indicar a quantidade de memória presente nos computadores, iniciou-se o hábito de utilizar os prefixos SI tradicionais (K, M, T) para indicar quantidades como quiloocteto (Ko ou KB) e megaocteto (Mo ou MB), porém com a suposição de que, nesses casos, um K equivale a 1 024 (210 = 1024) e 1 M equivale a 220 = 1 024*1 024, e por assim em diante, o que é errado, dado que o prefixo mega corresponde a 1 000 000 de unidades.
Com o tempo, um megaocteto, unidade corrente atualmente com a alcunha de megabyte, passou a significar 1 024*1 024 octeto quando se refere a memória de computador. No entanto alguns fabricantes de equipamentos usam os valores correctos para o megaocteto, como é o caso dos discos rígidos, dos DVDs, surgindo até outras definições, como o caso das disquetes de "1,44 MB" em que 1 MB corresponde a 1 024 000 bytes.
Pior ainda, as BIOS indicam o tamanho do disco rígido em MB de memória. Isso confunde o utilizador, pois ao comprar um computador com 512 MB de memória e 40 GB de disco encontrava os 512 MB presentes, mas apenas 38 GB no disco.
Tendo em vista resolver definitivamente esse problema, outros prefixos foram criados, os prefixos binários. Surgiram então o kibi (210), o mebi (220), o gibi (230), o tebi (240), o pebi (250), etc.